# Federação da Arábia do Sul
A Federação da Arábia do Sul (em árabe: اتحاد الجنوب العربي Ittihad al-Janub al-‘arabi) foi um estado sob a protecção do Império Britânico, na região que mais tarde se tornaria o Iémen do Sul. Foi formado a 4 de Abril de 1962 a partir dos 15 estados protegidos da Federação dos Emirados Árabes do Sul. A 18 de Janeiro de 1963 fundiu-se com Áden, uma colónia da coroa britânica. Em Junho de 1964, o Alto Sultanato de Aulaqi juntou-se, perfazendo um total de 17 estados. Uma equipa foi enviada para os Jogos da Commonwealth em Kingston na Jamaica. A Federação foi abolida quando conseguiu a independência juntamente com o Protectorado da Arábia do Sul, passando a chamar-se República Popular do Iémen do Sul a 30 de Novembro de 1967.
Para a história da Federação, ver História do Iémen.

## Estados da Federação

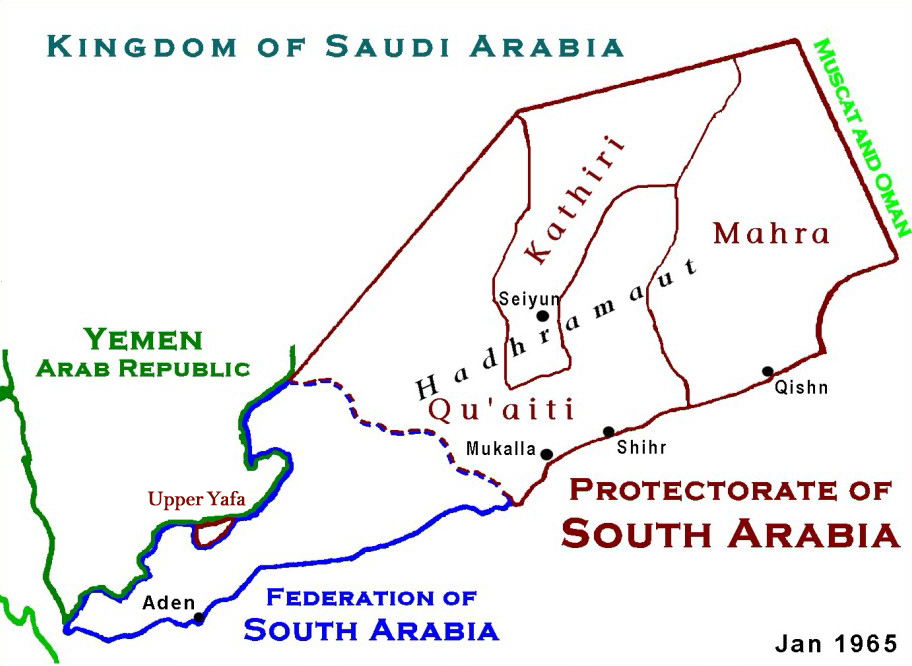
Mapa que mostra a Federação da Arábia do Sul e o Protectorado da Arábia do Sul.

- Áden
- Alawi
- Aqrabi
- Audhali
- Beihan
- Dathina
- Dhala
- Fadli
- Haushabi
- Lahij
- Baixo Aulaqi
- Baixo Yafa
- Maflahi
- Shaib
- Alto Xecado Aulaqi
- Alto Sultanato Aulaqi
- Wahidi (Wahidi Balhaf)

## Selos postais

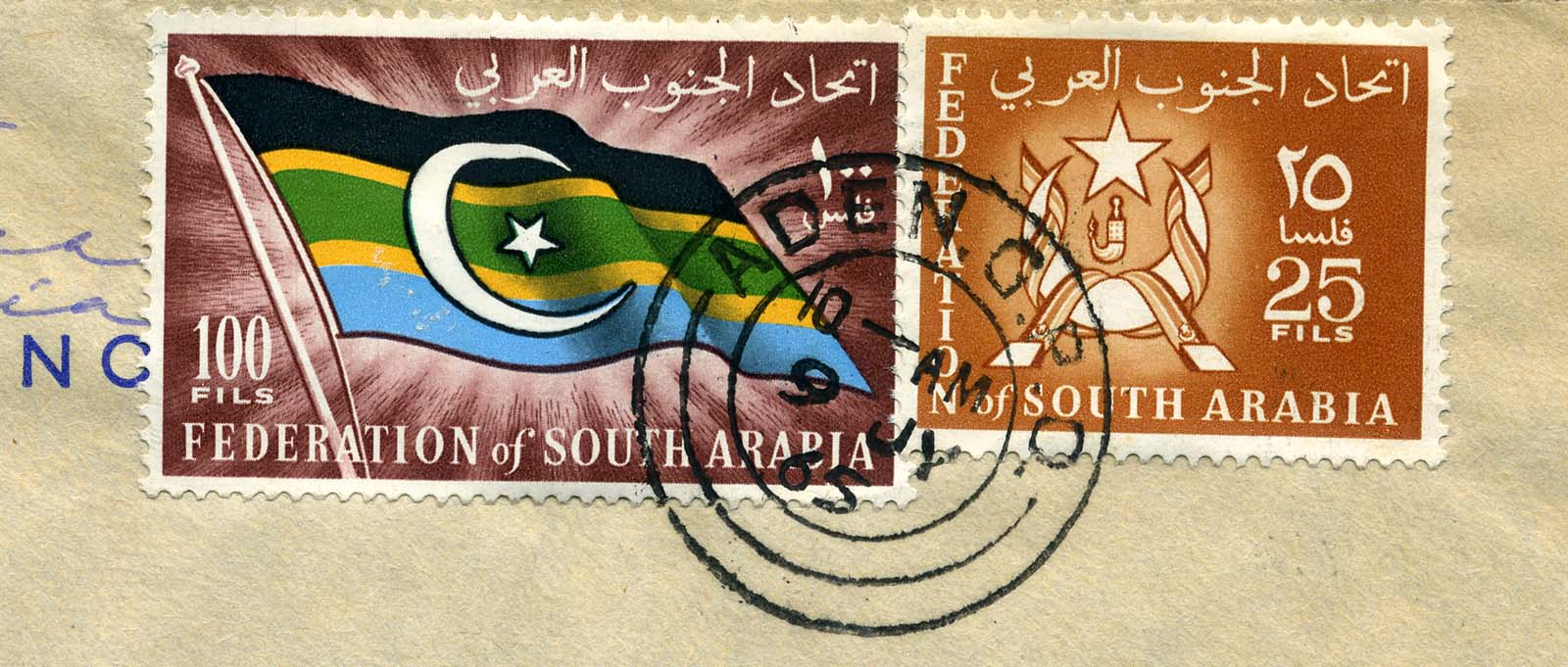
Dois valores dos selos de base de 1965 utilizados em Áden

A Federação emitiu os seus próprios selos postais de 1963 a 1966. A maior parte dessas emissões faziam parte das emissões garantidas em todos os territórios da Commonwealth, mas chegaram a ser emitidos selos base próprios a 1 de Abril de 1965. O conjunto de 14 incluía 10 valores de 5 a 75 fils (subdivisão monetária de muitos países Árabes), cada um apresentando as armas da Federação numa só cor, enquanto que os quatro maiores valores (100 fils, 250 fils, 500 fils, e um dinar), apresentavam a bandeira da Federação.